# Svetlana Sleptsova
Pour l’article homonyme, voir Sleptsova.
Svetlana Iourievna Sleptsova (en russe : Светлана Юрьевна Слепцова), née le 31 juillet 1986 à Khanty-Mansiïsk, est une biathlète russe, championne olympique de relais.

## Carrière
Svetlana Sleptsova s'illustre dans les catégories junior en remportant plusieurs médailles au cours des mondiaux junior. Sacrée championne du monde junior sur l'épreuve de l'individuel en 2005 à Kontiolahti, elle récidive deux ans plus tard à Martello en remportant le sprint et la poursuite.
Sleptsova débute en Coupe du monde en janvier 2007 à Pokljuka, où elle se classe 35e du sprint. Dès le début de la saison suivante, 2007-2008, Sleptsova parvient à figurer régulièrement dans les points, réalisant notamment deux top-10 qui lui permettent de gagner sa place dans le relais russe féminin. Elle obtient d'ailleurs plusieurs podiums avec celui-ci. Elle monte finalement sur son premier podium individuel le 5 janvier 2008 en terminant seconde derrière la Norvégienne Tora Berger lors du sprint d'Oberhof (Allemagne). La Russe récidive quelques jours plus tard à Ruhpolding en échouant cette fois derrière l'ancienne fondeuse finlandaise Kaisa Varis puis à Antholz derrière l'Allemande Andrea Henkel. Le 11 février 2008, la suspension à vie de la Finlandaise Varis, convaincue de dopage, est prononcée et les plus récents résultats de cette dernière sont annulés. Sleptsova récupère alors rétroactivement sur tapis vert la première place du sprint de Ruhpolding, synonyme pour elle de première victoire en Coupe du monde.
Après une première participation à des championnats du monde en Suède, où elle obtient plusieurs places d'honneur (4e sur le relais, 6e sur le sprint, 8e de la poursuite) et une médaille de bronze sur le relais mixte, elle retrouve le podium en Coupe du monde lors de la mass start de Khanty-Mansiïsk. Lors de l'étape finale de l'hiver disputée à Oslo, la biathlète russe remporte un second succès en carrière, le premier sur la piste, en gagnant l'épreuve de sprint devant la Norvégienne Tora Berger et l'Allemande Kati Wilhelm. Rééditant une performance similaire lors de la poursuite le lendemain, la Russe achève sa seconde saison parmi l'élite au huitième rang mondial, la meilleure performance de sa carrière au classement général final.
Elle remporte avec la Russie le titre mondial du relais en 2009.
En 2010, elle remporte le titre olympique avec ses coéquipières du relais.
L'hiver suivant, elle monte sur le podium de la mass start d'Oberhof, son dernier podium individuel en Coupe du monde.
Après 2010, elle doit faire face à une concurrence de plus en plus forte en équipe de Russie et, à la suite d'une très mauvaise saison 2012-2013, se trouve reléguée au circuit inférieur de l'IBU Cup, où elle remporte trois courses. Elle marque à nouveau des points en Coupe du monde après son retour dans l'élite mondiale au cours de la saison 2016-2017, tout en restant très loin du niveau qui était le sien lors de ses meilleures années.
Svetlana Sleptsova termine sa carrière aux Championnats du monde de biathlon d'été 2017, où elle remporte trois médailles d'or.
En 2018, Svetlana Sleptsova se trouve impliquée dans une affaire de dopage concernant la période de 2012 à 2015 avec trois autres biathlètes russes.

## Palmarès

### Jeux olympiques
| Épreuve / Édition                         | Individuel | Sprint | Poursuite | Départ en masse | Relais                         |
| Jeux olympiques d'hiver de 2010 Vancouver | -          | 13e    | 18e       | 14e             | Médaille d'or, Jeux olympiques |

### Championnats du monde
| Mondiaux \ Épreuve   | Individuel | Sprint | Poursuite | Départ en masse | Relais               | Relais mixte              |
| 2008 Östersund       | —          | 6e     | 8e        | 17e             | 4e                   | Médaille de bronze, monde |
| 2009 Pyeongchang     | —          | 36e    | 28e       | 19e             | Médaille d'or, monde | 5e                        |
| 2011 Khanty-Mansiïsk | —          | —      | —         | —               | 8e                   | 6e                        |
| 2012 Ruhpolding      | 7e         | 7e     | 16e       | 24e             | 7e                   | —                         |
| 2017 Hochfilzen      | 71e        | 33e    | 24e       | —               | 10e                  | —                         |

### Coupe du monde
- Meilleur classement général : 8e en 2008.
- 16 podiums individuels : 6 victoires, 7 deuxièmes places et 3 troisièmes places.
- 12 podiums en relais : 3 victoires, 3 deuxièmes places et 6 troisièmes places.

#### Classements en Coupe du monde
| Saison    | Classement général final | Individuel | Sprint | Poursuite | Mass start |
| 2006-2007 | 55e                      |            | 61e    | 34e       |            |
| 2007-2008 | 8e                       | 26e        | 5e     | 8e        | 18e        |
| 2008-2009 | 12e                      | 12e        | 8e     | 11e       | 22e        |
| 2009-2010 | 10e                      | 33e        | 10e    | 8e        | 21e        |
| 2010-2011 | 17e                      | 12e        | 26e    | 15e       | 8e         |
| 2011-2012 | 15e                      | 15e        | 16e    | 17e       | 14e        |
| 2012-2013 | 78e                      | 44e        | nc     |           |            |
|           |                          |            |        |           |            |
| 2015-2016 | nc                       |            | nc     |           |            |
| 2016-2017 | 70e                      | 60e        | 77e    | 61e       |            |

#### Détail des victoires
| Saison / Épreuve | Individuel | Sprint                       | Poursuite         | Mass start | Total |
| 2007-2008        |            | Ruhpolding Oslo-Holmenkollen | Oslo-Holmenkollen |            | 3     |
| 2008-2009        |            | Hochfilzen Pokljuka          | Pokljuka          |            | 3     |
| Total            | 0          | 4                            | 2                 | 0          | 6     |

### Championnats d'Europe
- Médaille d'or du relais mixte en 2017.
- Médaille d'argent de l'individuel et du sprint en 2017.
- Médaille de bronze de la poursuite en 2017.

### Championnats du monde junior
- Médaille d'or de l'individuel en 2005 (jeune).
- Médaille d'argent de la poursuite en 2005 (jeune).
- Médaille de bronze du relais en 2005 (jeune) et 2006 (junior).
- Médaille d'or du sprint et de la poursuite en 2007 (junior).

### Championnats d'Europe junior
- Médaille d'or en sprint et relais en 2007.
- Médaille d'argent de la poursuite en 2007.
- Médaille de bronze de l'individuel en 2007.

### Championnats du monde de biathlon d'été
- Médaille d'or du relais mixte en 2012.
- Médaille d'or du sprint, poursuite et relais mixte en 2017.

### IBU Cup
- 2e du classement général en 2016.
- 10 podiums, dont 3 victoires.